# Reconstruction
Reconstruction er en dansk film fra 2003, instrueret af Christoffer Boe, der også har skrevet manuskriptet i samarbejde med Mogens Rukov.

## Medvirkende
- Nikolaj Lie Kaas – Alex David
- Maria Bonnevie – Simone/Aimee
- Krister Henriksson – August Holm
- Nicolas Bro – Leo Sand
- Ida Dwinger – Monica
- Helle Fagralid – Nan Sand
- Isabella Miehe-Renard – Journalist
- Malene Schwartz – Fru Banum
- Peter Steen – Mel David